# Fatma Souad
Fatma Souad, de son vrai nom Hakan Tandoğan, est une figure connue de la scène homosexuelle issue de l'immigration en Allemagne. 
Elle est connue par les activistes pour être l'organisatrice principale des Transgenialer CSD, une manifestation LGBT organisée chaque année dans le quartier Kreuzberg de Berlin.
En plus de cela, Fatma Souad organise régulièrement la soirée gay-lesbienne Oriental Party „Gayhane“ (Musique : DJ Ipek) dans le club Berlinois SO 36.
Fatma Souad a accédé à une petite renommée internationale grâce à son rôle principal dans le film Lola und Bilidikid (1999) de Kutlug Ataman. 
La famille de Fatma Souad vient de Turquie. Elle habite aujourd'hui à Berlin.